# Vláda Kosova

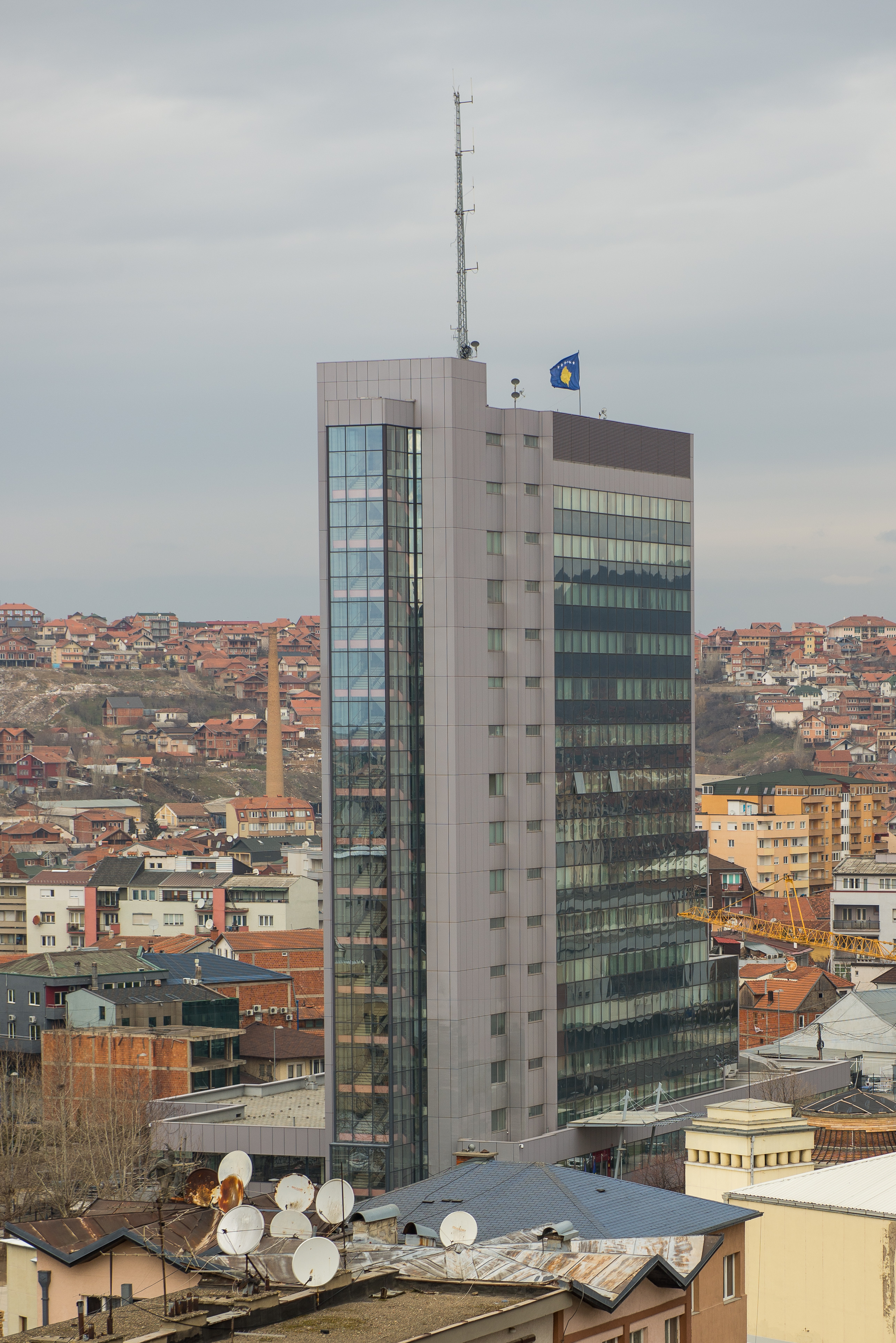
Vládní budova v Prištině

Vláda Kosova (albánsky: Qeveria e Kosovës, srbsky: Влада Косова/Vlada Kosova) vykonává výkonnou moc v Kosovské republice. Skládá se z ministrů a vede ji předseda vlády. Předseda vlády je volen kosovským parlamentem. Ministři jsou jmenováni předsedou vlády a poté potvrzeni parlamentem.
Premiérem Kosova je Albin Kurti. Jeho vláda, schválená shromážděním a ve funkci od 22. března 2021, se skládá z Albánců a ministrů kosovských etnických menšin, mezi něž patří Bosňáci, Romové, Turci a Srbové. Přestože jsou ve vládě zástupci etnických menšin, dominuje v ní albánská většina, která má na rozhodování největší vliv.

## Druhá vláda Albina Kurtiho
Druhá vláda Albina Kurtiho se skládá z následujících ministrů:
| Úřad                                                              | Ministr(yně)                     | V úřadu od         | V úřadu do         | Strana | Strana    |
| ----------------------------------------------------------------- | -------------------------------- | ------------------ | ------------------ | ------ | --------- |
| Předseda vlády                                                    | Albin Kurti                      | 22. března 2021    | —                  |        | LVV       |
| 1. místopředseda vlády pro evropskou integraci, rozvoj a dialog   | Besnik Bislimi                   | 22. března 2021    | —                  |        | LVV       |
| 2. místopředsedkyně vlády Ministryně zahraničních věcí a diaspory | Donika Gërvalla-Schwarz          | 22. března 2021    | —                  |        | Guxo      |
| 3. místopředsedkyně vlády pro otázky menšin a lidská práva        | Emilija Redžepi                  | 22. března 2021    | —                  |        | NDS       |
| Ministr zemědělství, lesnictví a rozvoje venkova                  | Faton Peci                       | 22. března 2021    | —                  |        | Guxo      |
| Ministr komunit a návratů                                         | Goran Rakić                      | 22. března 2021    | 1. prosince 2022   |        | SL        |
| Ministr komunit a návratů                                         | Nenad Rašić                      | 1. prosince 2022   | —                  |        | PDS       |
| Ministr kultury, mládeže a sportu                                 | Hajrulla Çeku                    | 22. března 2021    | —                  |        | LVV       |
| Ministr obrany                                                    | Armend Mehaj                     | 22. března 2021    | 8. srpna 2023      |        | LVV       |
| Ministr obrany                                                    | Ejup Maqedonci                   | 8. srpna 2023      | —                  |        | LVV       |
| Ministryně hospodářství                                           | Artane Rizvanolli                | 22. března 2021    | —                  |        | LVV       |
| Ministryně školství, vědy, techniky a inovací                     | Arbërie Nagavci                  | 22. března 2021    | —                  |        | LVV       |
| Ministr životního prostředí, územního plánování a infrastruktury  | Liburn Aliu                      | 22. března 2021    | —                  |        | LVV       |
| Ministr financí, práce a převodů                                  | Hekuran Murati                   | 22. března 2021    | —                  |        | LVV       |
| Ministr(yně) zdravotnictví                                        | Arben Vitia                      | 22. března 2021    | 1. října 2021      |        | LVV       |
| Ministr(yně) zdravotnictví                                        | Dafina Gexha-Bunjaku zastupující | 1. října 2021      | 16. listopadu 2021 |        | LVV       |
| Ministr(yně) zdravotnictví                                        | Rifat Latifi                     | 16. listopadu 2021 | 6. října 2022      |        | nezávislý |
| Ministr(yně) zdravotnictví                                        | Dafina Gexha-Bunjaku zastupující | 7. října 2022      | 26. prosince 2022  |        | LVV       |
| Ministr(yně) zdravotnictví                                        | Arben Vitia                      | 26. prosince 2022  | —                  |        | LVV       |
| Ministryně průmyslu, podnikání a obchodu                          | Rozeta Hajdari                   | 22. března 2021    | —                  |        | LVV       |
| Ministr vnitra a veřejné správy                                   | Xhelal Sveçla                    | 22. března 2021    | —                  |        | LVV       |
| Ministryně spravedlnosti                                          | Albulena Haxhiu                  | 22. března 2021    | —                  |        | LVV       |
| Ministr místní správy                                             | Elbert Krasniqi                  | 22. března 2021    | —                  |        | IRDK      |
| Ministr místního rozvoje                                          | Fikrim Damka                     | 22. března 2021    | —                  |        | KDTP      |

## Seznam vlád
| V úřadu od        | Předseda         | Složení                           | Vláda                         | Volby     |
| ----------------- | ---------------- | --------------------------------- | ----------------------------- | --------- |
| 7. září 1990      | Jusuf Zejnullahu |                                   | Zejnullahu                    |           |
| 19. října 1991    | Bujar Bukoshi    |                                   | Bukoshi                       |           |
| 2. dubna 1999     | Hashim Thaçi     |                                   | Thaçi I                       |           |
| 15. prosince 1999 | žádný            | [ pozn. 2 ]                       | Prozatímní správní rada (IAC) |           |
| 4. března 2002    | Bajram Rexhepi   |                                   | Rexhepi                       | 2001      |
| 3. prosince 2004  | Ramuš Haradinaj  |                                   | Haradinaj I                   | 2004      |
| 8. března 2005    | Adem Salihaj     |                                   | Salihaj                       | 2004      |
| 25. března 2005   | Bajram Kosumi    |                                   | Kosumi                        | 2004      |
| 10. března 2006   | Agim Çeku        |                                   | Çeku                          | 2004      |
| 9. ledna 2008     | Hashim Thaçi     | PDK, LDK, KDTP, SL                | Thaçi II                      | 2007 2010 |
| 17. ledna 2008    | Hashim Thaçi     | PDK, AKR, KDTP, SL                | Thaçi III                     |           |
| 9. prosince 2014  | Isa Mustafa      | LDK, PDK, SL, KDTP, LB, PD, Vakat | Mustafa                       | 2014      |
| 9. září 2017      | Ramuš Haradinaj  | PDK, AAK, NISMA, AKR              | Haradinaj II                  | 2017      |
| 3. února 2020     | Albin Kurti      | LVV, LDK, SL                      | Kurti I                       | 2019      |
| 3. června 2020    | Avdullah Hoti    | LDK, AAK, NISMA, AKR, SL          | Hoti                          | 2019      |
| 22. března 2021   | Albin Kurti      | LVV, Guxo, SL, IRDK, KDTP, NDS    | Kurti II                      | 2021      |